# Method Time Measurement
Le MTM ou Method Time Measurement est un outil du bureau des méthodes d'aide au calcul des coûts dans une entreprise de production dont le concepteur majeur fut l'ingénieur en organisation américain Harold Bright Maynard. Les gestes des opérateurs de production sont décomposés en temps élémentaires dont les durées connues permettent un chiffrage à la fois du calcul des coûts de main d'œuvre et des choix des modes opératoires.
Partant de l'axiome que le temps est la conséquence de la méthode choisie, les seuls gains de productivités s'opèrent par des améliorations de méthodes.
Chaque action dépend de plusieurs facteurs. Par exemple l'action saisir une grosse vis posée sur un établi est mesurée à 2 cmh. La même action de saisir une rondelle posée sur l'établi est mesurée à 3,5 cmh. Pour améliorer le temps, plusieurs corrections sont possibles : placer la rondelle sur un morceau de mousse molle, dans un distributeur gravitationnel…
Le temps global est la somme de toutes les actions élémentaires.

## MTM2 et MTS
Le MTM2 et le MTS (Méthode des temps standards) sont des dérivés du MTM dans lequel la découpe des mouvements est considérablement réduite. Par exemple, les actions :
Atteindre — Saisir — Mouvoir — Positionner — Lâcher
sont regroupées en :
Prendre — Placer
et les modes de calcul dépendent de plus de facteurs : le poids, la nécessité de positionner précisément la pièce avant de placer…
Poussé à l'extrême par le taylorisme et le fordisme, malgré l'image négative que peut avoir le chronométrage, cet outil reste une méthode simple, rapide et objective d'amélioration de la productivité.